# 查尔斯·巴塞特
查尔斯·亚瑟·“查理”·巴塞特二世（英語：Charles Arthur "Charlie" Bassett II，1931年12月30日—1966年2月28日），前美国国家航空航天局宇航员、美國空軍上尉。